# Aughrim (Galway)
Aughrim (en irlandès Eachroim) és un llogaret d'Irlanda, al comtat de Galway, a la província de Connacht.
El seu lloc en la història està assegurat, ja que va ser aquí que el Marquès de St Ruth va preparar les tropes irlandeses per a la batalla d'Aughrim a la Guerra Guillemita d'Irlanda que va tenir lloc el 12 de juliol de 1691.

## Apel·lació a Txernòbil
Aughrim és la base de l'organització humanitària Sunflowers Chernobyl Appeal que fan treball voluntari a les àrees de Belarús afectades per l'accident de Txernòbil.

## Abats i Bisbes d'Aughrim
- c.500 - Connell d'Aughrim, Bisbe.
- 736 - Flann Aighle, Bisbe.
- 746 - Maelimarchair, Bisbe.
- 782 - Rechtabhra mac Dubbchomar, Abat.
- 809 - Maelduin of Aughrim, Bisbe i Airchinneach (Erenagh)